# Cleberson Weber
Pour les articles homonymes, voir Weber.
Cleberson de Almeida Weber (né le 19 août 1984) est un coureur cycliste brésilien.

## Biographie
En 2007, il remporte une étape du Tour de Santa Catarina. L'année suivante, il devient au mois de juin champion du Brésil du contre-la-montre devant le double tenant du titre Pedro Nicácio.
Le 25 avril 2009, il est contrôlé positif à l'EPO lors du Tour de Santa Catarina, course dont il avait remporté la cinquième étape. La Confédération brésilienne de cyclisme le suspend pour une durée de deux ans jusqu'à avril 2011. Il perd ainsi le bénéfice de sa victoire d'étape au Tour de Santa Catarina.
Pour son retour à la compétition en 2011, il prend la seconde place du championnat du Brésil sur route derrière la coureur de l'équipe WorldTour Garmin-Cervélo Murilo Fischer. En 2014, il se classe en début d'année quatrième d'une étape du Tour de San Luis arrivant au sommet de l'Alto del Amago, uniquement devancé par Julián Arredondo, Sergio Godoy et Nairo Quintana. Au mois d'avril, il s'impose en solitaire lors de la quatrième étape du Tour du Rio Grande do Sul.
Le 29 août 2015, il est de nouveau contrôlé positif à l'EPO cette fois-ci lors du Tour de Rio, course dont il avait pris la neuvième place. Étant récidiviste, il reçoit 8 ans de suspension.

## Palmarès
- 2007
  - 8e étape du Tour de Santa Catarina
- 2008
  -  Champion du Brésil du contre-la-montre
- 2009
  - 5e étape du Tour de Santa Catarina
- 2011
  - 2e du championnat du Brésil sur route
- 2014
  - 3e étape du Tour du Rio Grande do Sul

## Classements mondiaux
| Année            | 2006 | 2007 | 2008 | 2009 | 2010 | 2011 | 2012 | 2013 | 2014 |
| ---------------- | ---- | ---- | ---- | ---- | ---- | ---- | ---- | ---- | ---- |
| UCI America Tour | 257e |      |      | 82e  |      | 82e  | 313e | 274e | 137e |